# МікроМакро: Вбивче місто
МікроМакро: Вбивче місто (англ. MicroMacro: Crime City) — кооперативна настільна гра на розслідування злочинів та пошук прихованих предметів, розроблена Йоганнесом Зіхом та випущена у 2020 році видавництвом Edition Spielwiese. Гра отримала схвальні відгуки та виграла нагороду Spiel des Jahres у 2021 році. У серпні 2021 року вийшло продовження гри під назвою МікроМакро: Вбивче місто – Фулл Хаус. В Україні гра локалізована видавництвом Нова Ера.

## Ігровий процес
Гравці розгортають карту розміром близько 114 см × 76 см, на якій зображена міська місцевість з персонажами, які виконують повсякденні дії, такі як їжа, робота або участь у заходах. Деякі з них займаються злочинною діяльністю, починаючи від дрібних крадіжок і закінчуючи вбивствами, і гравцям, які виступають у ролі детективів або приватних детективів, потрібно розслідувати ці злочини.
Жертва злочину зображена, але сам злочин ні. Кожен злочин пов'язаний зі справою, що складається з колоди з 5–12 карток з підказками, перша з яких описує місце злочину та жертву. Кожна з 16 справ має рівень складності від однієї до п'яти зірок, а всі підказки для справи позначені унікальною іконою, що представляє цю справу. Ці підказки ведуть до різних частин карти, відслідковуючи жертву та потенційного злочинця назад і вперед у часі.
Деталі, такі як одяг, декорації та напрямки, зображені на карті, можуть бути важливими підказками в грі, яка іноді може вимагати «дедуктивного мислення».

## Продовження
МікроМакро: Вбивче місто породила три продовження, кожне з яких дотримується тієї ж базової концепції, але з новою картою міста та новими справами для розслідування. Назва кожного продовження взята з термінології покеру. Останній продукт, МікроМакро: Вбивче місто – Бонусна Коробка був випущений у 2023 році, він використовує всі чотири карти міста одночасно і включає чотири справи, що відбуваються у всьому Вбивчому Місті.
- МікроМакро: Вбивче місто – Фулл Хаус був випущений у серпні 2021 року.[4] Він включав нову карту розміром 75 см × 110 см з 16 новими справами для розслідування.[4] Гру описували як «більш складну, витончену і, звісно ж, трохи більш кримінальну»,  але також містила піктограми з кожною справою, що вказує на її придатність для дітей молодшого віку.[4]

- МікроМакро: Вбивче місто – Ва-Банк був випущений у 2022 році. Хоча це знову ж таки окремий пакет, кілька сюжетних ліній з попередніх випусків продовжуються у Ва-Банк.

- МікроМакро: Вбивче місто – Розбірки був випущений у грудні 2023 року.

## Відгуки
МікроМакро: Вбивче місто отримала схвальні відгуки. Dicebreaker описав гру як таку, що поєднує риси книжок-головоломок, таких як Де Воллі? та настільних ігор з розслідуванням, таких як Шерлок Холмс: Консультуючий детектив. У рецензії для ICv2 Вільям Ніблінг похвалив обкладинку коробки, яка містить «міні-детектив» як «блискучу ідею», яка дозволяє потенційним покупцям у магазині «відчути, що гра пропонує, ще до покупки». Він також заявив, що гра виграла б від включення власних жетонів для позначення місць на карті, наприклад, tiddly-winks, замість того, щоб гравцям доводилося створювати свої власні.
Гра також була комерційно успішною, і тиражі повторно розпродавалися протягом восьми місяців після її виходу. З кінця 2020 до середини лютого 2021 року постачання гри було затримано або зупинено через пандемію COVID-19.

## Нагороди
МікроМакро: Вбивче місто виграла нагороду Spiel des Jahres у 2021 році та L'As d'Or Jeu de l'Année. Вона також виграла нагороди Легка гра року та Інноваційна гра на фан-сайті настільних ігор Board Game Geek.